# 斯洛伐克宗教

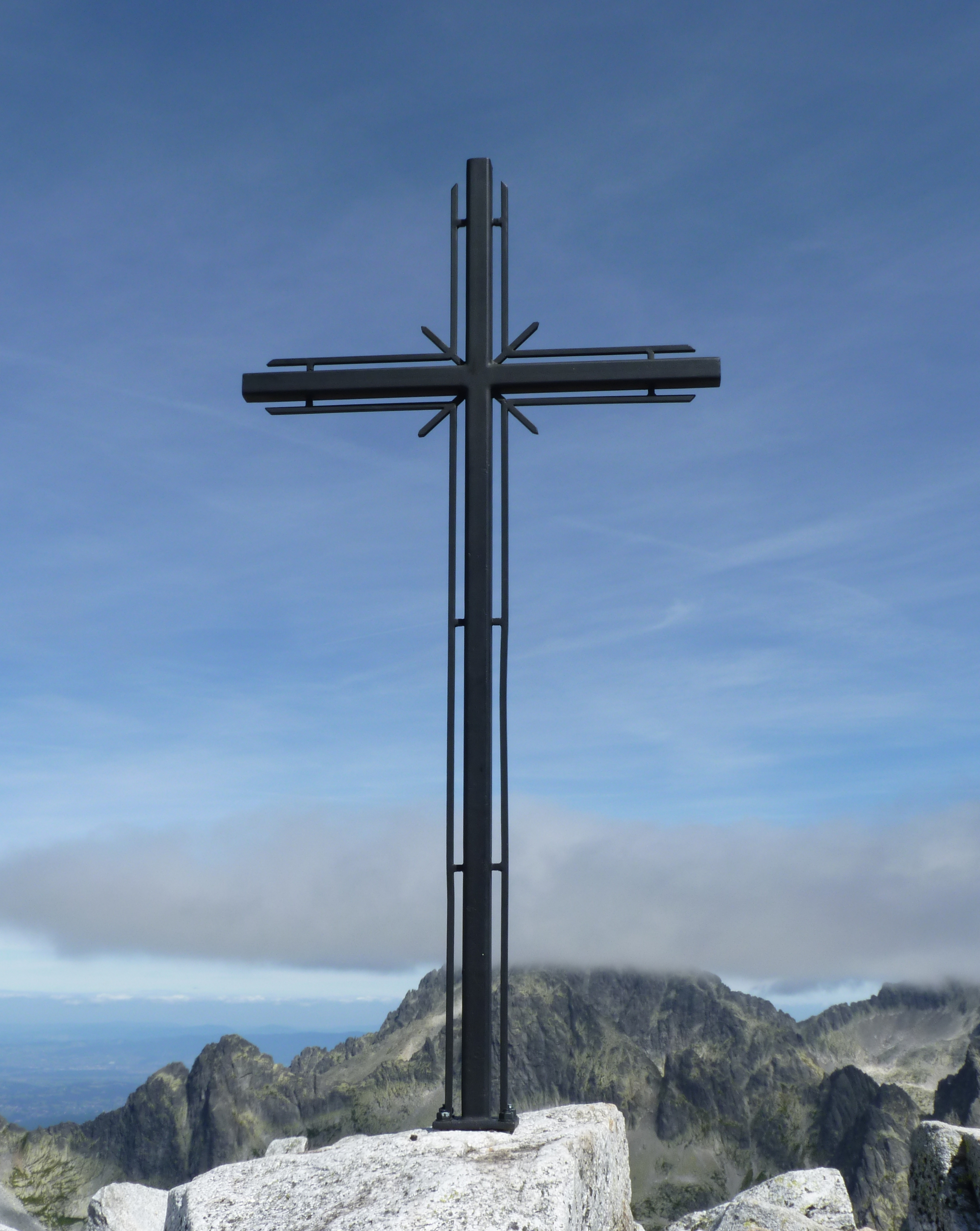
斯拉夫科夫斯基之盾（塔特拉山脉的山峰之一）山顶的十字架

斯洛伐克宗教中，基督教占主导地位。斯洛伐克的基督徒中，天主教徒占66%，约62%的斯洛伐克人属于拉丁禮天主教会，此外还有4%的斯洛伐克希腊礼天主教会；信奉新教教派的基督徒约占9%，主要是路德宗和归正宗；信奉其他基督教流派的国民（包括未注册的信徒）占总人口的1.1%。信奉东正教的基督徒主要是国内的乌克兰族。天主教会将斯洛伐克全国分为2个教省，3个大教区，8个教区。斯洛伐克希腊礼天主教会在斯洛伐克有三个教区，在加拿大有一个教区。通常有约三分之一的教会成员定期参加教堂礼拜。
斯洛伐克的其他宗教包括巴哈伊信仰、印度教、伊斯兰教和犹太教等，全国范围内共有18种登记在册的的宗教及其教堂。据估计，2010年斯洛伐克全国有0.2%的穆斯林人口。斯洛伐克在二战前估计有90000名犹太人，但目前仅剩大约2300名犹太人。2010年，斯洛伐克全国约有5000名穆斯林，占该国人口的不到0.1%。
2016年，斯洛伐克议会通过了一项法案，要求所有宗教运动和组织至少拥有50000名经过验证的信徒才能获得国家认可。该法案一方面因其能避免新兴宗教的潜在危险而受到欢迎，另一方面也因偏袒基督教和违反国家世俗主义理想而受到批评。该法律在议会中以三分之二多数通过。

## 统计数据

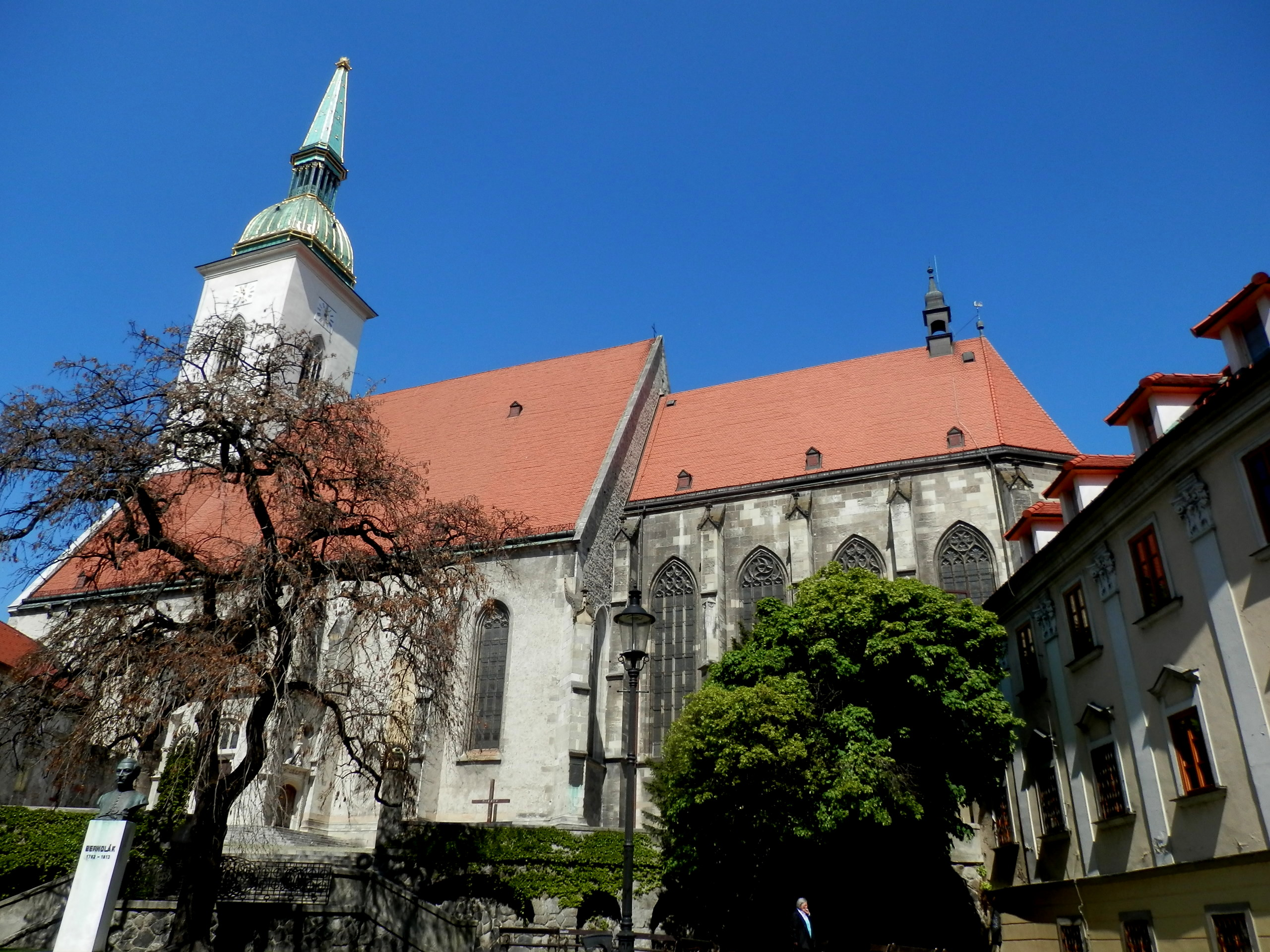
布拉迪斯拉发的圣马尔定主教座堂
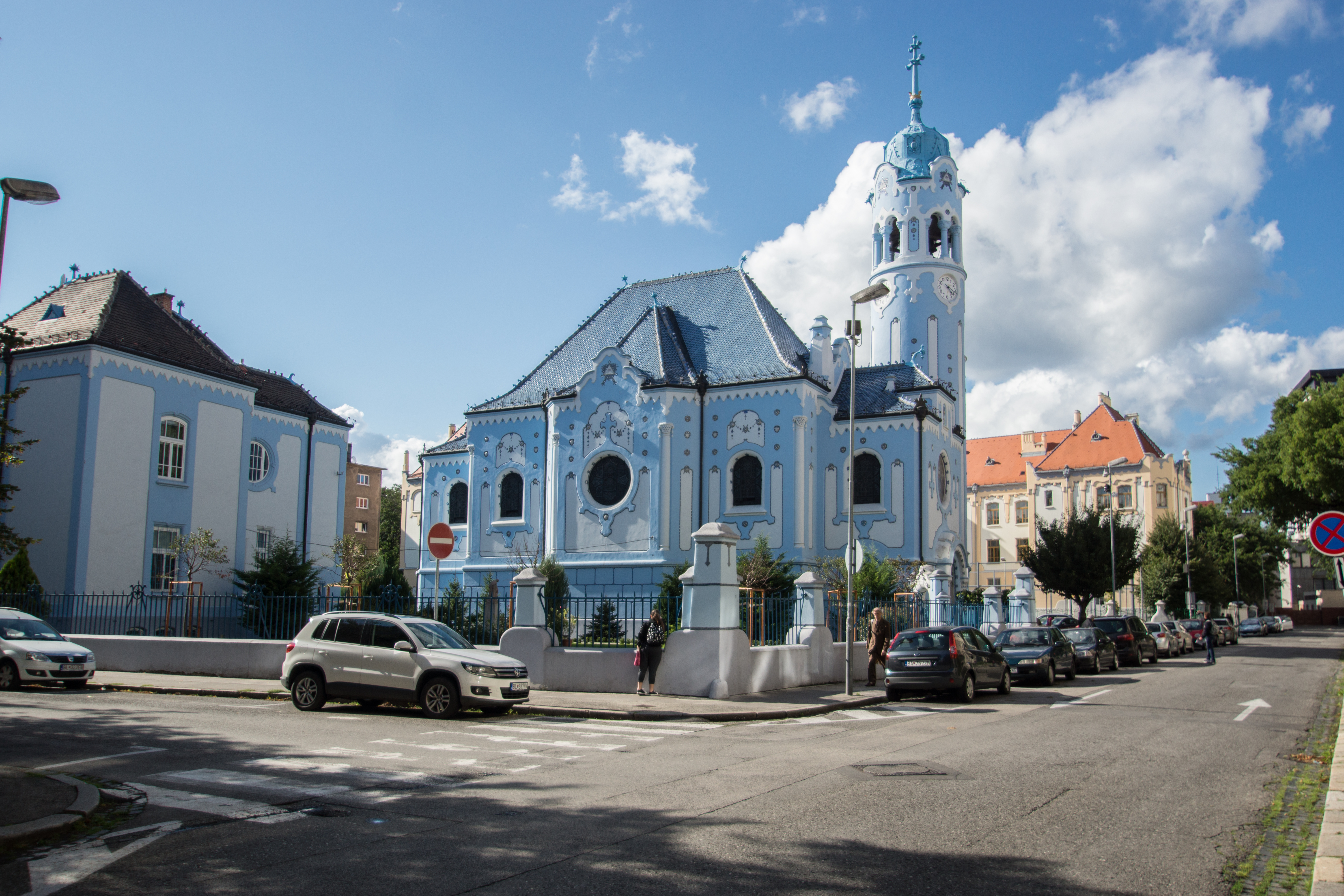
布拉迪斯拉发的圣伊丽莎白教堂,又称蓝色教堂
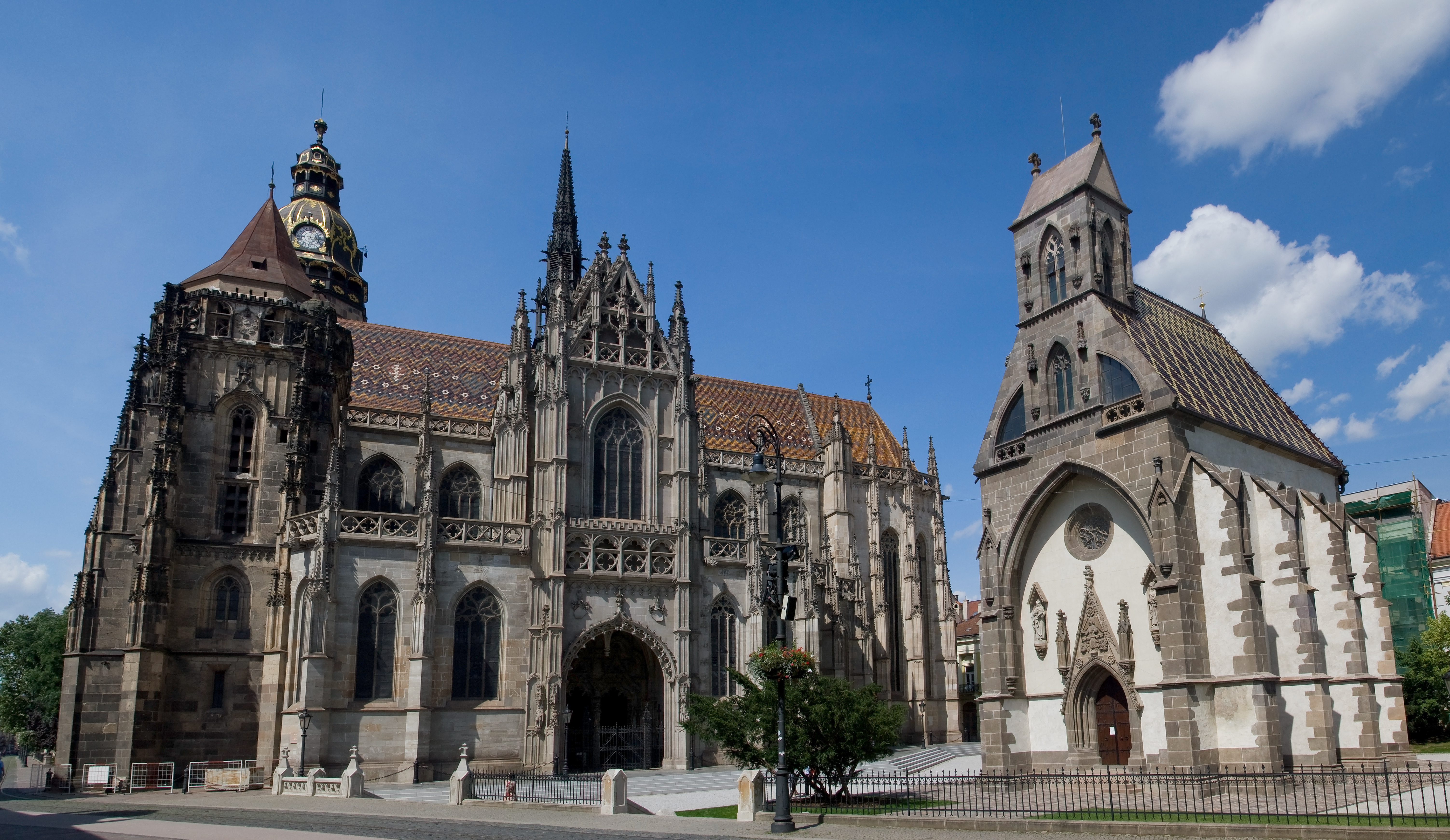
科希策的圣伊丽莎白主教座堂，也是斯洛伐克最大的教堂
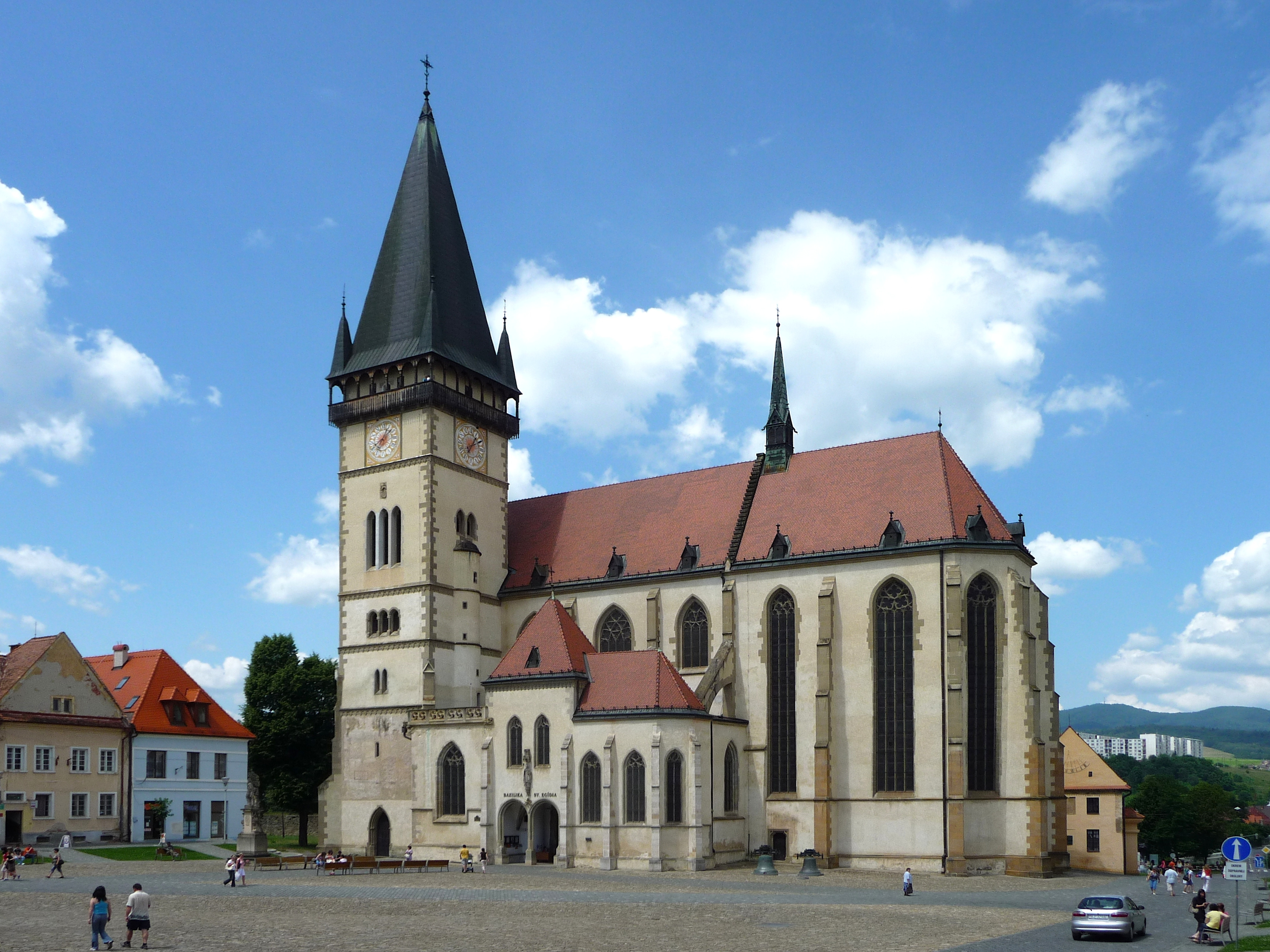
巴尔代约夫的圣吉尔圣殿
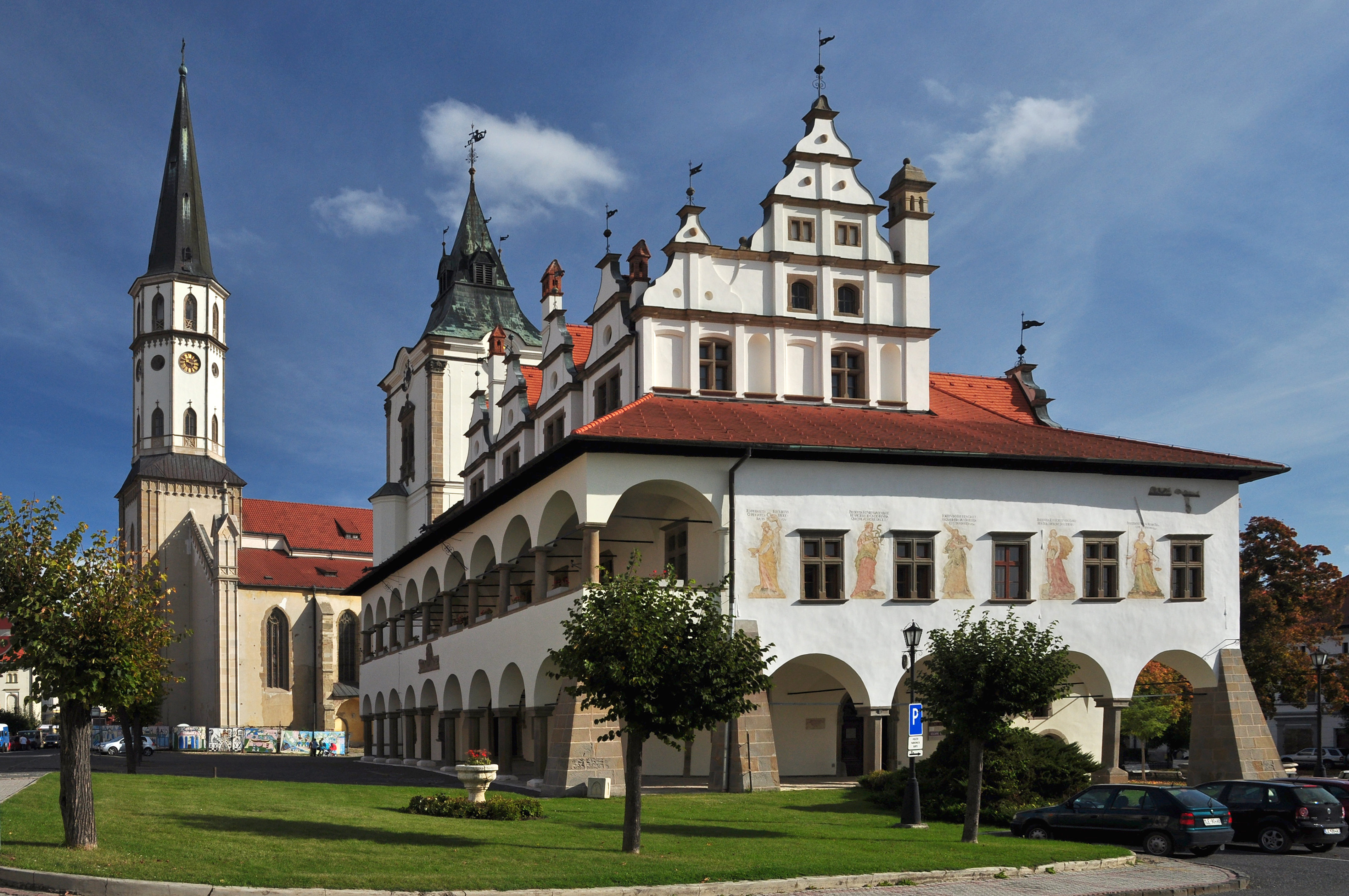
莱沃恰的圣詹姆斯圣殿
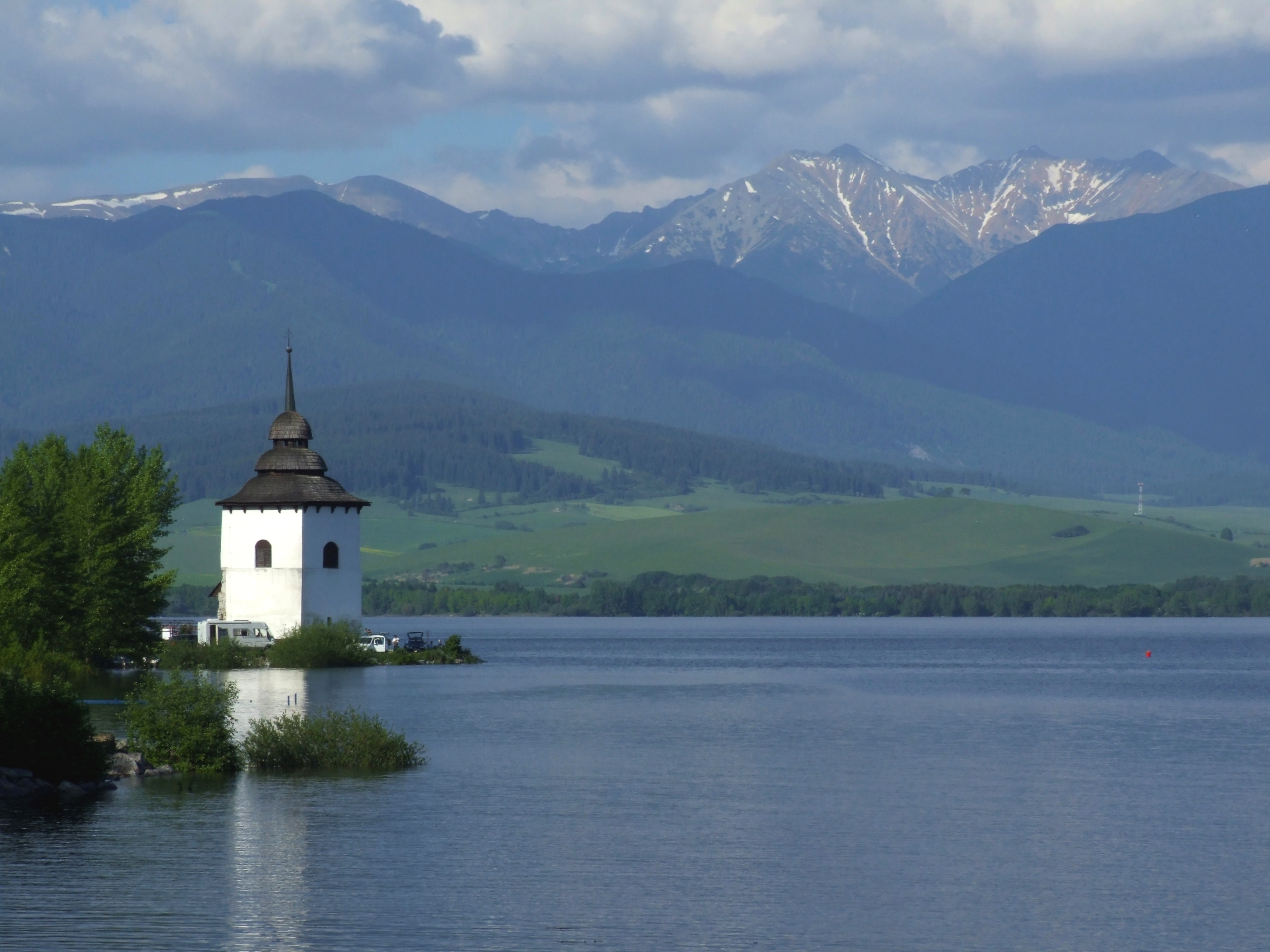
里普托夫斯卡水库（英语：Liptovská Mara）边的教堂塔楼

斯洛伐克宗教（2011年数据）
| 教派                           | 人数    | %     |
| ------------------------------ | ------- | ----- |
| 罗马天主教会                   | 3347277 | 62.0% |
|                                |         |       |
| 斯洛伐克奥格斯堡忏悔福音派教会 | 372858  | 5.9%  |
|                                |         |       |
| 希腊天主教会                   | 206871  | 3.8%  |
|                                |         |       |
| 归正基督教会                   | 98797   | 1.8%  |
|                                |         |       |
| 捷克和斯洛伐克东正教会         | 49133   | 0.9%  |
|                                |         |       |
| 耶和华见证人                   | 17222   | 0.3%  |
|                                |         |       |
| 福音派卫理公会                 | 10328   | 0.2%  |
|                                |         |       |
| 未指明                         | 571437  | 10.6% |
|                                |         |       |
| 无宗教信仰                     | 725362  | 13.4% |
|                                |         |       |
| 来源：2011年斯洛伐克人口普查   |         |       |

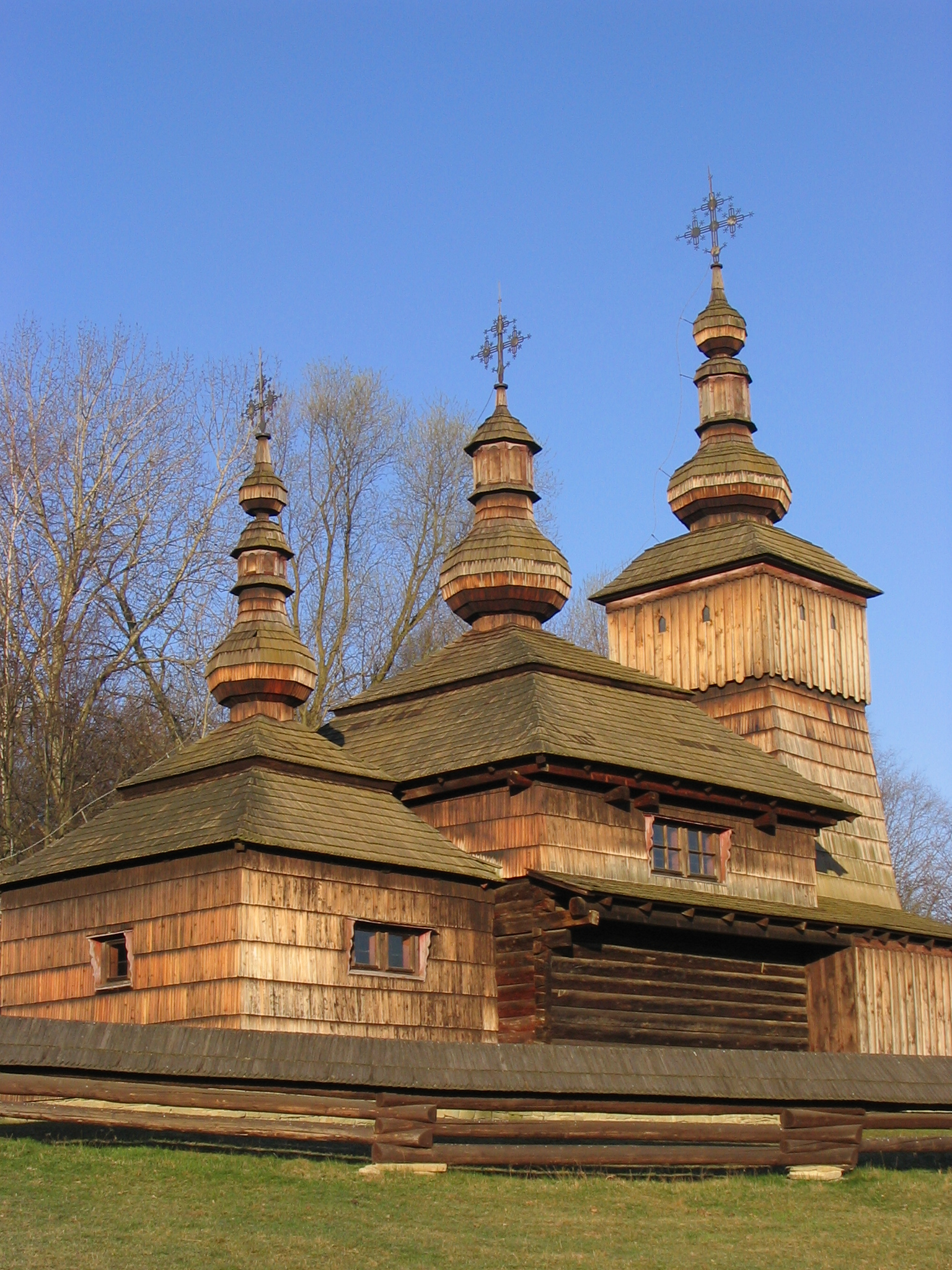
喀尔巴阡木教堂群

除上表所列出的教派以外，其他各种基督教教派的信徒人数较少：浸信会、弟兄会、基督复临安息日会、使徒教会、福音派卫理公会、旧天主教会、山达基教派、斯洛伐克基督教团和捷克斯洛伐克胡斯教会。斯洛伐克最大的本土教团是克鲁格·佩鲁纳（Krug Peruna），该教在布拉迪斯拉发（也是其总部）、马丁和科希策等地都有信徒。

## 引用
1. ↑  Slovakia. Encyclopædia Britannica Online.
2. ↑  Manchin, Robert. . Gallup. 2004  [Dec 4, 2009]. （原始内容存档于2013-01-20）.
3. ↑  .   [2021-11-08]. （原始内容存档于2019-03-31）.
4. ↑  Pew Research Center (December 18, 2012). Religious Composition by Country 2010 （页面存档备份，存于）
5. ↑  Vogelsang, Peter; Brian B. M. Larsen. . The Danish Center for Holocaust and Genocide Studies. 2002  [April 26, 2008]. （原始内容存档于April 16, 2014）.
6. ↑  Na Slovensku je 5-tisíc moslimov: Bude v našej krajine mešita? | Nový Čas （页面存档备份，存于）. Cas.sk (2010-08-11). Retrieved on 2017-02-04.
7. ↑  .   [2021-11-09]. （原始内容存档于2020-09-29）.
8. ↑  .   [2021-11-09]. （原始内容存档于2016-12-06）.
9. ↑  .   [2021-11-09]. （原始内容存档于2021-11-09）.
10. ↑  . Visitkosice.eu.   [23 April 2014]. （原始内容存档于4 August 2014）.
11. 1 2   (PDF). Statistical Office of the SR. 2011  [June 8, 2012]. （原始内容存档 (PDF)于2012-11-14）.
12. ↑  .   [2021-11-08]. （原始内容存档于2021-11-08）.
13. ↑  Results of the 2001 Slovak Census, from the Statistical Office of the Slovak Republic.  （页面存档备份，存于）
14. ↑  Slovak Republic.  International Religious Freedom Report 2005.  USDOS.